# Shine (låt av Sofia Nizjaradze)
Shine är en låt komponerad av Hanne Sørvaag, Harry Sommerdahl och Christian Leuzzi, framförd av Sofia Nizjaradze. Låten representerade Georgien vid Eurovision Song Contest 2010. Låten valdes den 27 februari som vinnare bland sex låtar framförda av Sofia Nizjaradze, där tittarröstning kombinerat med en juryomröstning valde vinnarlåten.
Den kom till finalen där den fick 136 poäng som räckte till en 9:e plats